# Гарет Томас
Гарет Томас (на английски: Gareth Thomas) е уелски актьор.
Той е най-известен с ролята си на Родж Блейк в научнофантастичния телевизионен сериал на BBC „Седморката на Блейк“, но се появява и в много други филми и телевизионни програми, включително и Сим в ITV научнофантастичен сериал Стар Деви и Адам Брейк във фантастичния сериал „Децата на камъните“.

## Биография и творчество
Гарет Томас е роден на 12 февруари 1945 г. в Уелс.
Томас учи в Кралската академия за драматично изкуство в периода 1964 – 1966 г. и е асоцииран член. Бил е два пъти номиниран за BAFTA за неговите изпълнения в Копър Стокър е (BBC Играйте за днес) (1972) и Бой Морган (1984).
Някои от другите му телевизионни изяви включват Z-автомобили, специални служби, Закона Съдърланд, Публично око, Бержерак, от меч Разделени, „Цитаделата“, „Рицарите на Бог“, „парене в Лондон“, „Тагарт“, „Шерлок Холмс“, и „Убийства в Мидсъмър“.
Томас също се появява на сцената в много продукции. Известни изяви включват RSC продукции на Дванайсета нощ, Отело и Анна Кристи; English Shakespeare Company продукции на „Хенри IV“, част 1 и част 2 и „Хенри V“; и крал Лир, „Котка върху горещ ламаринен покрив“, „Дежа вю“.
През 2010 г. той е бил в ролята на Ефрем Кабот в Живота Под брястовете в театър Ню Вик. През 2000 г. Гарет дава инервю, в което Той говори за неговия герой Блейк в Седморката на Блейк.
От 1999 до 2005 Гарет взема участие в 12 от 14 CD епизоди на оригинални аудио комедия научнофантастична драма серия „Войници на любовта“ MJTV, играейки лагер Уелш телевизионен водещ Хюъл Хамънд и злодей на парче Аарон Аркенщайн.
През 2001 г. той се появява в „Предупреждение за Буря“, аудио драма базирана на „Доктор Кой“ продуцирана от Big Finish Productions. Той също така играе ролята на Календорф в Сериала Империя Далек от на същата продуцетнска къща. През 2006 г. той се появява като гост звезда в Доктор Кой в сериите Факлата, в епизода „Призрачна Машина“.
През 2012 г. Томас се завръща в ролята на „Родж Блейк“ от „Седморката на блейк“: Хрониките за Освободителя, поредица от драматични събития, които се провеждат по време преди смъртта на Олег Ган.
След като дълги години е живял в Шотландия, през 2009 г. той се мести в Съри.

## Филмография
- 1965 Romeo and Juliet (TV movie) (Benvolio)
- 1967 Quatermass and the Pit (Workman)
- 1967 The Avengers – Murdersville (Assassin)
- 1969 The Wednesday Play – The Apprentices (Doorman)
- 1969 – 1970 Parkin's Patch (Ron Radley) (21 епизода)
- 1971 Coronation Street (Mel Ryan)
- 1971, 1972 Z-Cars (2 епизода)
- 1971, 1972 Public Eye (2 епизода)
- 1972 Man at the Top – You Will Never Understand Women (Dave Croxley)
- 1972 No Exit (Matthew)
- 1972 The Ragman's Daughter (Tom)
- 1972 Harriet's Back in Town (Chauffeur) (4 епизода)
- 1973 Sutherland's Law (Alec Duthie) (8 епизода)
- 1973 Blue Movie Blackmail (Trenchcoated Detective)
- 1974 Juggernaut (Liverpool Joiner)
- 1974 David Copperfield (TV mini-series) (Mr. Murdstone) (2 епизода)
- 1975 Edward the Seventh (Lord Charles Beresford) (2 епизода)
- 1975 – 1976 How Green Was My Valley (Rev. Mr. Gruffyd) (6 епизода)
- 1976 Jackanory (Narrator) (5 епизода)
- 1976 Star Maidens (Shem) (8 епизода)
- 1977 Children of the Stones (Adam Brake) (7 епизода)
- 1977 Who Pays the Ferryman? (Tony Viglis)
- 1978 – 1981 Blake's 7 (Roj Blake) (28 епизода)
- 1980 Hammer House of Horror – Visitor from the Grave (Constable)
- 1981 Peter and Paul (Julius)
- 1982 The Bell (James Tayper) (4 епизода)
- 1983 Bergerac (Towers)
- 1983 The Citadel (Philip Denny) (6 епизода)
- 1984 The Adventures of Sherlock Holmes (Joseph Harrison)
- 1984 Strangers and Brothers (Arthur Mounteney) (2 епизода)
- 1984 Morgan's Boy (Morgan Thomas) (8 епизода)
- 1985 By the Sword Divided (Major General Horton) (3 епизода)
- 1985 Dramarama (Long John Silver)
- 1987 Knights of God (Owen Edwards) (10 епизода)
- 1988 Tales of the Unexpected – The Colonel's Lady (Telfer)
- 1989 After the War (Guy Falcon) (2 епизода)
- 1989 – 1992 London's Burning (Bulstrode) (7 епизода)
- 1989 Boon (Bill Stone)
- 1989 Chelworth (Peter Thornton) (4 епизода)
- 1990 Emlyn's Moon (Mr. Llewelyn) (5 епизода)
- 1991 We Are Seven (Big Bill Caradog)
- 1991 The Chestnut Soldier (Idris Llewelyn) (4 епизода)
- 1992 Maigret (Gautier)
- 1993 Sparrow (Corrado)
- 1994 Medics
- 1995 Crown Prosecutor (Harry Thomsen) (2 епизода)
- 1995, 2002 Casualty (2 епизода)
- 1996 The Witch's Daughter (TV movie) (Dan Mackay)
- 1998 Merlin: The Quest Begins (Blaze)
- 1998 The Creatives (Policeman)
- 1998 Animal Ark (Mr. Matthews)
- 1998 – 2004 Heartbeat (Nathaniel Clegghorn) (6 епизода)
- 2000 Randall and Hopkirk (Dickie Bechard)
- 2000 The Strangerers (Police Sergeant)
- 2001 Baddiel's Syndrome (3 епизода)
- 2001 Doctors (Les Simms)
- 2002 Shipman (Rev Denis Thomas)
- 2004 Taggart (Lord Falkland)
- 2005 – 2008 Distant Shores (Charles McCallister) (11 епизода)
- 2006 Torchwood – Ghost Machine (Ed Morgan)
- 2007 Midsomer Murders (Huw Mostyn)
- 2008 M.I. High (Patrick Houston)
- 2009 Personal Affairs (Leo Hartmann)
- 2010 Made in Romania (Gary Devane)
- 2011 Holby City (Gareth Harper)[2]